# ᵌ
Cette page contient des caractères spéciaux ou non latins. S’ils s’affichent mal (▯, ?, etc.), consultez la page d’aide Unicode.
ᵌ, appelée epsilon culbuté en exposant, epsilon culbuté supérieur ou lettre modificative epsilon culbuté, est un symbole phonétique utilisé dans l’alphabet phonétique ouralique. Il est formé de la lettre epsilon culbuté ‹ ᴈ › mise en exposant. Il ne doit pas être confondu avec l’epsilon réfléchi en exposant ‹ ᶟ ›.

## Utilisation
Dans l’alphabet phonétique ouralique utilisé par Lehtisalo, l’epsilon culbuté en exposant est utilisé pour représenter la même voyelle que l’epsilon culbuté mais avec une prononciation réduite, par exemple comme le schwa.

## Représentations informatiques
La lettre modificative epsilon culbuté peut être représenté avec les caractères Unicode suivants (Extensions phonétiques) :
| formes       | représentations | chaînes de caractères | points de code | descriptions                                   | note                            |
| ------------ | --------------- | --------------------- | -------------- | ---------------------------------------------- | ------------------------------- |
| modificative | ᵌ               | ᵌ                     | U+1D4C         | lettre modificative minuscule e ouvert culbuté | codé pour le symbole phonétique |